# Francisco Primo de Sousa Aguiar
Francisco Primo de Sousa Aguiar (1818 — 1861) foi um político brasileiro.
Foi presidente da província do Maranhão, nomeado por carta imperial de 21 de março de 1861, de 25 de abril de 1861 a 23 de janeiro de 1862.